# Zsuzsa Polgár
Zsuzsa Polgár (anglicizzato in Susan; Budapest, 19 aprile 1969) è una scacchista ungherese naturalizzata statunitense grande maestro.
Sorella di Judit Polgár, anch'essa grande maestro di scacchi, e di Zsófia Polgár, maestro internazionale, è stata Campionessa del mondo femminile dal 1996 al 1999. È anche una scrittrice e promotrice del gioco.
Giornalista di scacchi, scrive articoli su diverse riviste, tra cui Chess Life, Chess Life for Kids, ChessCafé, Chess Horizons, Georgia Chess, Chessville, Empire Chess ed Europe Échecs.

## Biografia
Di famiglia ebrea, la nonna è sopravvissuta ad Auschwitz. Susan, unitamente alle due sorelle minori Judit e Sofia, fece parte di un percorso educativo portato avanti dal padre László Polgár, intenzionato a dimostrare che un bambino può ottenere risultati eccezionali se allenato fin da piccolo in un certo campo. Il suo motto era: "La genialità si crea, non nasce da sola". Lui e sua moglie Klara hanno educato le loro figlie a casa, specializzandole sugli scacchi. Egli insegnò loro anche l'Esperanto, la lingua internazionale.
Nel 2007 ha ricevuto una laurea ad honorem dall'Università della tecnica del Texas.

## Carriera
A 4 anni vince a Budapest il torneo femminile under-11, con il punteggio di 10-0. A 12 anni vince il titolo mondiale femminile under-16. Nel 1984, a soli 15 anni, è in testa alla classifica mondiale femminile.
In gennaio 1991 è stata la prima donna a conseguire il titolo di Grande Maestro assoluto (da non confondere con quello di Grande Maestro Femminile) in modo regolare, cioè per aver ottenuto tre norme in torneo e aver superato i 2500 punti Elo. Nel 1978 Nona Gaprindashvili ottenne il titolo per decisione speciale della FIDE, mentre nel 1984 Maia Chiburdanidze conseguì il titolo per aver battuto la Gaprindashvili e due altre giocatrici durante il campionato del mondo femminile. Sua sorella Judit ottenne il titolo di GM assoluto alla fine di novembre 1991.
Nel 1992 Susan si aggiudica due tornei di gioco rapido, battendo le due sorelle e alcune delle migliori giocatrici del mondo. Nel 1996 diventa campionessa del mondo femminile di scacchi.

### La controversia con la FIDE
Nel novembre del 1998 era previsto il torneo successivo per il campionato del mondo ma Susan, essendo in attesa del figlio Tom, chiese di posticipare l'evento, che fu spostato all'anno successivo.
Da una parte la FIDE aveva programmato l'avvenimento troppo presto per permettere alla madre di ristabilirsi dalla maternità, e localizzato in Cina contro la sfidante Xie Jun, mentre dall'altra parte Susan richiedeva un ingaggio troppo elevato. La Polgar rifiutò di giocare e la FIDE la dichiarò decaduta dal titolo. Il torneo ebbe luogo e fu vinto dalla Xie Jun che divenne la nuova campionessa del mondo femminile di scacchi.
Nel frattempo la Polgar aveva fatto causa per danni alla FIDE e nel marzo del 2001 la causa fu discussa e si arrivò ad un accordo, con il ritiro della denuncia da parte della Polgar e il versamento di 25.000 dollari in suo favore. Essendo però il titolo già stato assegnato, non era più possibile ridarlo alla Polgar, che da allora non ha più partecipato a tale manifestazione.

### Negli Stati Uniti
Nel 2003, 2005 e 2006 ha vinto il campionato statunitense di gioco rapido, a cui partecipavano sette grandi maestri.
Nelle Olimpiadi degli scacchi ha giocato 56 partite, senza perderne alcuna e ottenendo complessivamente 5 ori, 4 argenti e un bronzo. Nel 2004 ha partecipato alle Olimpiadi di Calvià in Spagna.
La squadra americana ha conquistato l'argento, mentre lei ha vinto la medaglia d'oro individuale.
Nel luglio del 2005, in una grande manifestazione in simultanea svoltasi a Palm Beach in Florida ha battuto quattro record: maggior numero di partite (326 con 309 vinte, 14 patte e 3 perse); partite consecutive; maggior numero di partite vinte e più alta percentuale di vincite.
Nel 2005 ha promosso l'evento "Chess For Peace", che ha avuto come ospiti Michail Gorbačëv e Anatolij Karpov, e anche Lo scontro dei Titani - la battaglia dei sessi, in cui ha pareggiato 3-3 contro lo stesso Karpov.

## Opere
Libri scritti:
- Queen of the Kings Game, con Jacob Shutzman  (1997)
- Teach Yourself Chess in 24 Hours  (2003)
- World Champion's Guide to Chess  (2005)
- Breaking Through  (2005)
- Chess Tactics for Champions  (2006)

## Vita personale
Zsuzsa Polgár si è sposata nel 1994 con Jacob Shutzman, consulente informatico americano. Emigrata negli Stati Uniti ne ha acquisito la nazionalità, cambiando il nome in Susan. Hanno avuto due figli: Tom, nato il 6 marzo 1999, e Leeam, nato il 22 novembre 2000. In seguito Zsuzsa e Jacob si sono separati. In dicembre 2006 si è risposata con Paul Truong, suo manager da tempo.
Oltre alla sua lingua madre l'ungherese, conosce altre sette lingue: inglese, bulgaro, tedesco, russo, spagnolo, esperanto ed ebraico.

## Alcuni esempi
Una sua partita giocata a 16 anni (primo premio di bellezza):   Zsuzsa Polgar–Peter Hardicsay.  (campionato ungherese a squadre, 1985)
Una sua composizione creata all'età di 4 anni:
|   | a                                                                                                   | b                                                                                                   | c                                                                                                   | d                                                                                                   | e                                                                                                   | f                                                                                                   | g                                                                                                   | h                                                                                                   |   |
| 8 | h4 donna del bianco · d2 pedone del bianco · g2 pedone del nero · e1 re del bianco · g1 re del nero | h4 donna del bianco · d2 pedone del bianco · g2 pedone del nero · e1 re del bianco · g1 re del nero | h4 donna del bianco · d2 pedone del bianco · g2 pedone del nero · e1 re del bianco · g1 re del nero | h4 donna del bianco · d2 pedone del bianco · g2 pedone del nero · e1 re del bianco · g1 re del nero | h4 donna del bianco · d2 pedone del bianco · g2 pedone del nero · e1 re del bianco · g1 re del nero | h4 donna del bianco · d2 pedone del bianco · g2 pedone del nero · e1 re del bianco · g1 re del nero | h4 donna del bianco · d2 pedone del bianco · g2 pedone del nero · e1 re del bianco · g1 re del nero | h4 donna del bianco · d2 pedone del bianco · g2 pedone del nero · e1 re del bianco · g1 re del nero | 8 |
| 7 | h4 donna del bianco · d2 pedone del bianco · g2 pedone del nero · e1 re del bianco · g1 re del nero | h4 donna del bianco · d2 pedone del bianco · g2 pedone del nero · e1 re del bianco · g1 re del nero | h4 donna del bianco · d2 pedone del bianco · g2 pedone del nero · e1 re del bianco · g1 re del nero | h4 donna del bianco · d2 pedone del bianco · g2 pedone del nero · e1 re del bianco · g1 re del nero | h4 donna del bianco · d2 pedone del bianco · g2 pedone del nero · e1 re del bianco · g1 re del nero | h4 donna del bianco · d2 pedone del bianco · g2 pedone del nero · e1 re del bianco · g1 re del nero | h4 donna del bianco · d2 pedone del bianco · g2 pedone del nero · e1 re del bianco · g1 re del nero | h4 donna del bianco · d2 pedone del bianco · g2 pedone del nero · e1 re del bianco · g1 re del nero | 7 |
| 6 | h4 donna del bianco · d2 pedone del bianco · g2 pedone del nero · e1 re del bianco · g1 re del nero | h4 donna del bianco · d2 pedone del bianco · g2 pedone del nero · e1 re del bianco · g1 re del nero | h4 donna del bianco · d2 pedone del bianco · g2 pedone del nero · e1 re del bianco · g1 re del nero | h4 donna del bianco · d2 pedone del bianco · g2 pedone del nero · e1 re del bianco · g1 re del nero | h4 donna del bianco · d2 pedone del bianco · g2 pedone del nero · e1 re del bianco · g1 re del nero | h4 donna del bianco · d2 pedone del bianco · g2 pedone del nero · e1 re del bianco · g1 re del nero | h4 donna del bianco · d2 pedone del bianco · g2 pedone del nero · e1 re del bianco · g1 re del nero | h4 donna del bianco · d2 pedone del bianco · g2 pedone del nero · e1 re del bianco · g1 re del nero | 6 |
| 5 | h4 donna del bianco · d2 pedone del bianco · g2 pedone del nero · e1 re del bianco · g1 re del nero | h4 donna del bianco · d2 pedone del bianco · g2 pedone del nero · e1 re del bianco · g1 re del nero | h4 donna del bianco · d2 pedone del bianco · g2 pedone del nero · e1 re del bianco · g1 re del nero | h4 donna del bianco · d2 pedone del bianco · g2 pedone del nero · e1 re del bianco · g1 re del nero | h4 donna del bianco · d2 pedone del bianco · g2 pedone del nero · e1 re del bianco · g1 re del nero | h4 donna del bianco · d2 pedone del bianco · g2 pedone del nero · e1 re del bianco · g1 re del nero | h4 donna del bianco · d2 pedone del bianco · g2 pedone del nero · e1 re del bianco · g1 re del nero | h4 donna del bianco · d2 pedone del bianco · g2 pedone del nero · e1 re del bianco · g1 re del nero | 5 |
| 4 | h4 donna del bianco · d2 pedone del bianco · g2 pedone del nero · e1 re del bianco · g1 re del nero | h4 donna del bianco · d2 pedone del bianco · g2 pedone del nero · e1 re del bianco · g1 re del nero | h4 donna del bianco · d2 pedone del bianco · g2 pedone del nero · e1 re del bianco · g1 re del nero | h4 donna del bianco · d2 pedone del bianco · g2 pedone del nero · e1 re del bianco · g1 re del nero | h4 donna del bianco · d2 pedone del bianco · g2 pedone del nero · e1 re del bianco · g1 re del nero | h4 donna del bianco · d2 pedone del bianco · g2 pedone del nero · e1 re del bianco · g1 re del nero | h4 donna del bianco · d2 pedone del bianco · g2 pedone del nero · e1 re del bianco · g1 re del nero | h4 donna del bianco · d2 pedone del bianco · g2 pedone del nero · e1 re del bianco · g1 re del nero | 4 |
| 3 | h4 donna del bianco · d2 pedone del bianco · g2 pedone del nero · e1 re del bianco · g1 re del nero | h4 donna del bianco · d2 pedone del bianco · g2 pedone del nero · e1 re del bianco · g1 re del nero | h4 donna del bianco · d2 pedone del bianco · g2 pedone del nero · e1 re del bianco · g1 re del nero | h4 donna del bianco · d2 pedone del bianco · g2 pedone del nero · e1 re del bianco · g1 re del nero | h4 donna del bianco · d2 pedone del bianco · g2 pedone del nero · e1 re del bianco · g1 re del nero | h4 donna del bianco · d2 pedone del bianco · g2 pedone del nero · e1 re del bianco · g1 re del nero | h4 donna del bianco · d2 pedone del bianco · g2 pedone del nero · e1 re del bianco · g1 re del nero | h4 donna del bianco · d2 pedone del bianco · g2 pedone del nero · e1 re del bianco · g1 re del nero | 3 |
| 2 | h4 donna del bianco · d2 pedone del bianco · g2 pedone del nero · e1 re del bianco · g1 re del nero | h4 donna del bianco · d2 pedone del bianco · g2 pedone del nero · e1 re del bianco · g1 re del nero | h4 donna del bianco · d2 pedone del bianco · g2 pedone del nero · e1 re del bianco · g1 re del nero | h4 donna del bianco · d2 pedone del bianco · g2 pedone del nero · e1 re del bianco · g1 re del nero | h4 donna del bianco · d2 pedone del bianco · g2 pedone del nero · e1 re del bianco · g1 re del nero | h4 donna del bianco · d2 pedone del bianco · g2 pedone del nero · e1 re del bianco · g1 re del nero | h4 donna del bianco · d2 pedone del bianco · g2 pedone del nero · e1 re del bianco · g1 re del nero | h4 donna del bianco · d2 pedone del bianco · g2 pedone del nero · e1 re del bianco · g1 re del nero | 2 |
| 1 | h4 donna del bianco · d2 pedone del bianco · g2 pedone del nero · e1 re del bianco · g1 re del nero | h4 donna del bianco · d2 pedone del bianco · g2 pedone del nero · e1 re del bianco · g1 re del nero | h4 donna del bianco · d2 pedone del bianco · g2 pedone del nero · e1 re del bianco · g1 re del nero | h4 donna del bianco · d2 pedone del bianco · g2 pedone del nero · e1 re del bianco · g1 re del nero | h4 donna del bianco · d2 pedone del bianco · g2 pedone del nero · e1 re del bianco · g1 re del nero | h4 donna del bianco · d2 pedone del bianco · g2 pedone del nero · e1 re del bianco · g1 re del nero | h4 donna del bianco · d2 pedone del bianco · g2 pedone del nero · e1 re del bianco · g1 re del nero | h4 donna del bianco · d2 pedone del bianco · g2 pedone del nero · e1 re del bianco · g1 re del nero | 1 |
|   | a                                                                                                   | b                                                                                                   | c                                                                                                   | d                                                                                                   | e                                                                                                   | f                                                                                                   | g                                                                                                   | h                                                                                                   |   |

- Soluzione: >>[6]